# Lancer du disque féminin aux championnats du monde d'athlétisme 2013
Navigation
Daegu 2011 Pékin 2015
L'épreuve du lancer du disque féminin des championnats du monde de 2013 s'est déroulée les 10 et 11 août 2013 dans le Stade Loujniki, le stade olympique de Moscou. Elle est remportée par la Croate Sandra Perković.

## Records et performances

### Records
Les records du lancer du disque femmes (mondial, des championnats et par continent) étaient avant les championnats 2013 les suivants.  
| Record                    | Athlète            | Pays               | Distance | Lieu                                | Date            |
| ------------------------- | ------------------ | ------------------ | -------- | ----------------------------------- | --------------- |
| Record du monde           | Gabriele Reinsch   | Allemagne de l'Est | 76,80 m  | Neubrandenbourg, Allemagne de l'Est | 7 juillet 1988  |
| Record des championnats   | Martina Hellmann   | Allemagne de l'Est | 71,62 m  | Rome, Italie                        | 31 août 1987    |
| Record d'Afrique          | Elizna Naudé       | Afrique du Sud     | 64,87 m  | Stellenbosch, Afrique du Sud        | 2 mars 2003     |
| Record d'Asie             | Xiao Yanling       | Chine              | 71,68 m  | Pékin, Chine                        | 14 mars 1992    |
| Record d'Amérique du Nord | Hilda Ramos        | Cuba               | 70,88 m  | La Havane, Cuba                     | 8 mai 1992      |
| Record d'Amérique du Sud  | Elisângela Adriano | Brésil             | 61,96 m  | São Leopoldo, Brésil                | 21 mai 1998     |
| Record d'Europe           | Gabriele Reinsch   | Allemagne de l'Est | 76,80 m  | Neubrandenbourg, Allemagne de l'Est | 7 juillet 1988  |
| Record d'Océanie          | Daniela Costian    | Australie          | 68,72 m  | Auckland, Nouvelle-Zélande          | 22 janvier 1994 |

### Meilleures performances de l'année 2013
Les dix meilleures lanceuses de l'année sont, avant les championnats, les suivantes. Toutes participent à ces championnats.
|    | Athlète             | Pays       | Distance | Lieu               | Date           |
| -- | ------------------- | ---------- | -------- | ------------------ | -------------- |
| 1  | Sandra Perkovic     | Croatie    | 68,96 m  | Lausanne           | 4 juillet 2013 |
| 2  | Gu Siyu             | Chine      | 67,86 m  | Wiesbaden          | 19 mai 2013    |
| 3  | Yarelys Barrios     | Cuba       | 67,36 m  | Lausanne           | 4 juillet 2013 |
| 4  | Nadine Müller       | Allemagne  | 66,69 m  | Castellón          | 17 mars 2013   |
| 5  | Julia Fischer       | Allemagne  | 66,04 m  | Wiesbaden          | 19 mai 2013    |
| 6  | Yaime Pérez         | Cuba       | 66,01 m  | La Havane          | 17 mars 2013   |
| 7  | Zinaida Sendriuté   | Lituanie   | 65,97 m  | Kaunas             | 31 mai 2013    |
| 8  | Gia Lewis-Smallwood | États-Unis | 65,49 m  | Tucson             | 18 mai 2013    |
| 9  | Dani Samuels        | Australie  | 64,46 m  | Rome               | 9 mars 2013    |
| 10 | Tan Jian            | Chine      | 64,40 m  | Fränkisch-Crumbach | 2 août 2013    |

## Engagés
Pour se qualifier, il faut avoir réalisé au moins 62,00 m (minimum A) ou 59,50 m (minimum B) entre le 1er octobre 2012 et le 29 juillet 2013.

## Médaillés
| Or              | Argent               | Bronze          |
| Sandra Perković | Mélina Robert-Michon | Yarelys Barrios |

## Résultats

### Finale
| Rang               | Athlète              | Pays       | Essais  | Essais  | Essais  | Essais  | Essais  | Essais  | Marque  | Notes |
| Rang               | Athlète              | Pays       | 1       | 2       | 3       | 4       | 5       | 6       | Marque  | Notes |
| ------------------ | -------------------- | ---------- | ------- | ------- | ------- | ------- | ------- | ------- | ------- | ----- |
| Médaille d'or      | Sandra Perković      | Croatie    | 67,52 m | 67,99 m | x       | 67,80 m | x       | x       | 67,99 m |       |
| Médaille d'argent  | Mélina Robert-Michon | France     | 62,53 m | 61,77 m | 65,13 m | 65,08 m | x       | 66,28 m | 66,28 m | NR    |
| Médaille de bronze | Yarelys Barrios      | Cuba       | 64,96 m | 63,99 m | x       | 62,77 m | 61,28 m | 63,33 m | 64,96 m |       |
| 4                  | Nadine Müller        | Allemagne  | 64,12 m | 64,47 m | x       | x       | 61,92 m | 63,22 m | 64,47 m |       |
| 5                  | Gia Lewis-Smallwood  | États-Unis | 57,21 m | 61,66 m | 62,71 m | 64,23 m | x       | 61,10 m | 64,23 m |       |
| 6                  | Tan Jian             | Chine      | x       | 63,16 m | 61,69 m | 63,34 m | x       | 61,47 m | 63,34 m |       |
| 7                  | Żaneta Glanc         | Pologne    | 59,80 m | 62,90 m | x       | 61,27 m | x       | x       | 62,90 m | SB    |
| 8                  | Denia Caballero      | Cuba       | 62,80 m | 59,80 m | 60,16 m | 61,43 m | x       | 62,49 m | 62,80 m |       |
| 9                  | Zinaida Sendriūtė    | Lituanie   | 61,87 m | 62,54 m | 61,44 m | —       | —       | —       | 62,54 m |       |
| 10                 | Dani Samuels         | Australie  | 59,17 m | 62,42 m | x       | —       | —       | —       | 62,42 m |       |
| 11                 | Yaime Pérez          | Cuba       | x       | 62,39 m | 60,16 m | —       | —       | —       | 62,39 m |       |
| 12                 | Rocío Comba          | Argentine  | 59,83 m | x       | 58,32 m | —       | —       | —       | 59,83 m |       |

### Qualifications
| Rang | Athlète                        | Pays       | Distance  | Essais  | Essais  | Essais  | Essais |
|      |                                |            |           | Essai 1 | Essai 2 | Essai 3 |        |
| ---- | ------------------------------ | ---------- | --------- | ------- | ------- | ------- | ------ |
| 1    | Zinaida Sendriuté              | Lituanie   | 64,16 m Q | 64,16 m |         |         |        |
| 2    | Yarelys Barrios                | Cuba       | 63,63 m Q | 63,63 m |         |         |        |
| 3    | Mélina Robert-Michon           | France     | 63,16 m Q | 63,16 m |         |         |        |
| 4    | Denia Caballero                | Cuba       | 60,14 m q | 60,14 m | 58,48 m | X       |        |
| 5    | Julia Fischer                  | Allemagne  | 60,09 m   | 56,77 m | 60,09 m | X       |        |
| 6    | Dragana Tomaševic              | Serbie     | 58,79 m   | 57,58 m | 58,70 m | 58,79 m |        |
| 7    | Vera Ganeeva                   | Russie     | 58,37 m   | 58,37 m | 55,23 m | X       |        |
| 8    | Karen Gallardo                 | Chili      | 57,03 m   | X       | 53,10 m | 57,03 m |        |
| 9    | Svetlana Saykina               | Russie     | 56,62 m   | 56,62 m | X       | 54,05 m |        |
| 10   | Liz Podominick                 | États-Unis | 56,41 m   | 56,41 m | X       | X       |        |
| 11   | Whitney Ashley                 | États-Unis | 44,60 m   | 44,60 m | X       | X       |        |
|      | Gu Siyu                        | Chine      | -         | X       | X       | X       |        |
|      | Fernanda Raquel Borges Martins | Brésil     | -         | X       | X       | X       |        |

| Rang | Athlète             | Pays       | Distance  | Essais  | Essais  | Essais  | Essais |
|      |                     |            |           | Essai 1 | Essai 2 | Essai 3 |        |
| ---- | ------------------- | ---------- | --------- | ------- | ------- | ------- | ------ |
| 1    | Sandra Perkovic     | Croatie    | 63,62 m Q | 63,62 m |         |         |        |
| 2    | Jian Tan            | Chine      | 63,21 m Q | 62,57 m | 63,21 m |         |        |
| 3    | Nadine Müller       | Allemagne  | 63,16 m Q | 63,16 m |         |         |        |
| 4    | Dani Samuels        | Australie  | 62,85 m q | 62,73 m | 62,51 m | 62,85 m |        |
| 5    | Zaneta Glanc        | Pologne    | 61,62 m q | 61,30 m | 61,62 m | 59,21 m |        |
| 6    | Rocío Comba         | Argentine  | 61,54 m q | 61,54 m | 59,51 m | X       |        |
| 7    | Gia Lewis-Smallwood | États-Unis | 61,30 m q | X       | 61,30 m | 57,56 m |        |
| 8    | Yaime Pérez         | Cuba       | 60,33 m q | 59,38 m | 57,26 m | 60,33 m |        |
| 9    | Ekaterina Strokova  | Russie     | 57,85 m   | 57,85 m | X       | 53,24 m |        |
| 10   | Irina Rodrigues     | Portugal   | 57,64 m   | 57,64 m | 55,47 m | 54,09 m |        |
| 11   | Su Xinyue           | Chine      | 56,87 m   | 54,14 m | 54,76 m | 56,87 m |        |
| 12   | Nicoleta Grasu      | Roumanie   | 56,31 m   | X       | 55,88 m | 56,31 m |        |
| 13   | Nataliya Semenova   | Ukraine    | 55,79 m   | X       | 55,79 m | X       |        |

## Légende
Records et Performances
- AR : Record continental (area record)
- CR : Record des championnats (championship record)
- MR : Record du meeting (meet record)
- NR : Record national (national record)
- OR : Record olympique (olympic record)
- PR : Record paralympique (paralympic record)
- PB : Record personnel (personal best)
- SB : Meilleure performance personnelle de la saison (season's best)
- WL : Meilleure performance mondiale de l'année (world leader)
- WJR : Record du monde junior (world junior record)
- WR : Record du monde (world record)

Circonstances et Conditions
- DNF : N'a pas terminé (did not finish)
- DNS : N'a pas pris le départ (did not start)
- DQ : Disqualification (disqualification)
- NM : Aucun essai valable enregistré (No Mark)
- Q : Qualifié « directement » au prochain tour (ou à la prochaine compétition), lors d'une compétition majeure, grâce au classement ou à la réalisation des minima (automatic qualifier)
- q : Qualifié au prochain tour (ou à la prochaine compétition), lors d'une compétition majeure, grâce au repêchage ou à la réalisation de l'une des meilleures performances parmi celles des « non qualifiés directement » (grâce au meilleur temps ou à la meilleure distance par exemple) (secondary qualifier)